# Elkins, West Virginia
Elkins är administrativ huvudort i Randolph County i West Virginia i USA. Orten har fått sitt namn efter politikern Stephen Benton Elkins. Enligt 2010 års folkräkning hade Elkins 7 094 invånare.